# 史蒂文斯M77E泵動式霰彈槍
史蒂文斯M77E（英語：Stevens Model 77E）是一款由美国槍械製造商史蒂文斯武器公司所設計及生產的泵动式霰彈槍，發射12鉛徑霰彈。

## 設計細節
史蒂文斯M77E是越南战争中最廣泛使用的霰彈槍。M77E是一枝短管泵動霰彈槍，有「戰壕槍」或「防暴槍」之類各種與霰彈槍相關的名稱。M77E具有比伊薩卡槍械公司、雷明登武器公司和溫徹斯特連發武器公司建造的、類似的美國軍用型霰彈槍要明顯地縮短的槍托。裝上這些短槍托的目的是要適應南越士兵的身材，而且M77E是美國第一枝配備了橡膠緩衝墊戰鬥霰彈槍。M77E的槍背帶旋轉環和木製槍托表面都具有磷化處理。槍管和機匣上都標有“美國”和“p”驗證標記。
少數原型槍還裝有刺刀適配器，但已知沒有獲發配至部隊。少數史蒂文斯M69R霰彈槍也被發現在越南戰爭期間服役。M77E的服役表現讓人滿意，但事實卻證明其耐用性比伊薩卡37較為差劣。其中以槍托到機匣的連接點的破損是最常見的抱怨。

## 資料來源
1. 1 2 3 4 5 6 7 8 9 10 11 12 13  Canfield, Bruce N. "Combat Shotguns of the Vietnam War" American Rifleman March 2002 pp.44-47&92-95
2. ↑  DK Publishing (Dorling Kindersley) Gun Penguin (2012) ISBN 146540354X p.253

## 外部連結
- （英文）—Tactical-Life.com—Forgotten Warrior: Stevens’ Model 77E Shotgun （页面存档备份，存于）
- （简体中文）—D Boy Gun World（槍炮世界）—史蒂文斯77E型泵动霰弹枪（页面存档备份，存于）